# Narendra Modi
Narendra Damodardas Modi (17 de setembre de 1950) és Primer ministre de l'Índia. És el líder del Partit Bharatiya Janata (BJP), conservador nacionalista hindú. El maig de 2014 va obtenir la majoria absoluta en una victòria històrica sobre el Congrés Nacional Indi dels Nehru-Gandhi. Modi ha estat el Ministre Cap de l'Estat indi de Gujarat de 2001 a 2014.

## Biografia
Narendra Damodardas Modi va néixer el 17 de setembre de 1950 en una família hindú de Gujarati d'origen OBC a Vadnagar, districte de Mehsana, Estat de Bombai (actual Gujarat). Va ser el tercer dels sis fills nascuts de Damodardas Mulchand Modi (c. 1915–1989) i Hiraben Modi (1923–2022).
Segons Modi i els seus veïns, Modi havia treballat amb poca freqüència quan era nen al negoci del te del seu pare a l'andana de l'estació de tren de Vadnagar.
Modi va completar la seva educació secundària superior a Vadnagar el 1967; els seus professors el van descriure com un estudiant mitjà, però entusiasmat i dotat amb interès pel teatre. Va preferir interpretar personatges més grans que ell en produccions teatrals, cosa que ha influït en la seva imatge política.
Quan Modi tenia vuit anys, es va presentar al Rastriya Swayamsevak Sangh (RSS) i va començar a assistir als seus shakhas locals (sessions d'entrenament). Allà, va conèixer Lakshmanrao Inamdar, que va incorporar a Modi com a balswayamsevak (cadet junior) a la RSS i es va convertir en el seu mentor polític. Mentre Modi s'entrenava amb l'RSS, també va conèixer Vasant Gajendragadkar i Nathalal Jaghda, líders de Bharatiya Jana Sangh que el 1980 van ajudar a fundar la unitat de Gujarat del BJP. Quan era adolescent, va estar inscrit al Cos Nacional de Cadets.
En un costum tradicional de la casta de Narendra Modi, la seva família va organitzar un compromís amb Jashodaben Chimanlal Modi, que va portar al matrimoni quan ella tenia 17 anys i ell en tenia 18. Poc després, va abandonar la seva dona, i va marxar de casa. La parella mai es va divorciar, però el matrimoni no va estar en els seus pronunciaments públics durant moltes dècades. L'abril de 2014, poc abans de les eleccions nacionals en què va assolir el poder, Modi va afirmar públicament que estava casat i que el seu cònjuge era Jashodaben. Un biògraf de Modi va escriure que Modi va mantenir el matrimoni en secret perquè no hauria pogut fer-se un pracharak a l'RSS, per al qual el celibat havia estat un requisit.
Modi va passar els dos anys següents viatjant pel nord i el nord-est de l'Índia. En entrevistes, ha descrit la visita dels ashrams hindús fundats per Swami Vivekananda: el Belur Math prop de Calcuta, l'Advaita Ashrama a Almora i la Missió Ramakrishna a Rajkot. Les seves estades a cada ashram van ser breus perquè no tenia l'educació universitària necessària. Vivekananda ha tingut una gran influència en la vida de Modi.
A mitjans de 1968, Modi va arribar a Belur Math, però va ser rebutjat, després de la qual cosa va visitar Calcuta, Bengala Occidental i Assam, aturant-se a Siliguri i Guwahati. Després va anar a l'ashram de Ramakrishna a Almora, on va ser novament rebutjat, abans de tornar a Gujarat a través de Delhi i Rajasthan entre 1968 i 1969. A finals de 1969 o principis de 1970, va tornar a Vadnagar per fer una breu visita abans de marxar de nou cap a Ahmedabad, [68] on va viure amb el seu oncle i va treballar a la cantina del seu oncle a Gujarat State Road Transport Corporation.
A Ahmedabad, Modi va renovar el seu coneixement amb Inamdar, que tenia la seu a la Hedgewar Bhavan (seu de la RSS) a la ciutat. La primera activitat política coneguda de Modi quan era adult va ser l'any 1971 quan es va unir a una Jana Sangh Satyagraha a Delhi dirigida per Atal Bihari Vajpayee per allistar-se per lluitar a la Guerra d'Alliberament de Bangladesh. El govern central dirigit per Indira Gandhi va prohibir el suport obert al Mukti Bahini; segons Modi, va ser detingut breument a la presó de Tihar. Després de la Guerra indo-pakistanesa de 1971, Modi va deixar l'ocupació del seu oncle i es va convertir en un pracharak a temps complet per a la RSS, treballant sota Inamdar. Poc abans de la guerra, Modi va participar en una protesta no violenta a Nova Delhi contra el govern indi, per la qual va ser detingut; a causa d'aquesta detenció, Inamdar va decidir ser mentor de Modi. Segons Modi, va formar part d'un Satyagraha que va provocar una guerra política. Es van presentar sol·licituds a l'Oficina del Primer Ministre (PMO) en virtut de la Llei RTI per obtenir detalls de la seva detenció. En resposta, el PMO va dir que manté registres oficials sobre Modi només des que va esdevenir primer ministre el 2014. Malgrat aquesta afirmació, el lloc web oficial del PMO conté informació sobre Modi dels anys 50.
El 1978, Modi va rebre una llicenciatura en ciències polítiques a l’Escola d'Aprenentatge Obert de la Universitat de Delhi. El 1983, va rebre un Màster en Arts (MA) en ciències polítiques a la Universitat de Gujarat, graduant-se amb una primera classe com a estudiant extern en educació a distància. Hi ha una controvèrsia al voltant de l'autenticitat dels seus títols de grau i màster. Responent a una consulta de RTI, l'Escola d'Aprenentatge Obert va dir que no tenia dades d'estudiants que van rebre una llicenciatura el 1978. El 2016, la Universitat de Delhi va considerar que el títol de BA era autèntic.}}

## Inicis de la primera carrera política
El juny de 1975, la primera ministra Indira Gandhi va declarar l’estat d'emergència a l'Índia que va durar fins al 1977. Durant aquest període, conegut com l'Emergència, molts dels seus opositors polítics van ser empresonats i els grups de l'oposició van ser prohibits. Modi va ser nomenat secretari general del Gujarat Lok Sangharsh Samiti, un comitè RSS que coordina l'oposició a l'emergència a Gujarat. Poc després, el RSS va ser prohibit. Modi es va veure obligat a passar a la clandestinitat a Gujarat i sovint viatjava disfressat per evitar l'arrest, una vegada vestint-se de monjo i una vegada de sikh. Es va implicar en la impressió de pamflets oposats al govern, enviant-los a Delhi i organitzant manifestacions. També va participar en la creació d'una xarxa de cases segures per a persones que eren buscades pel govern i en la recaptació de fons per a refugiats polítics i activistes. Durant aquest període, Modi va escriure un llibre en gujarati titulat Sangharsh Ma Gujarat (En les lluites de Gujarat), que descriu els esdeveniments durant l'emergència. Mentre ocupava aquest paper, Modi va conèixer el sindicalista i activista socialista George Fernandes i diverses altres figures polítiques nacionals.
Modi es va convertir en un RSS sambhag pracharak (organitzador regional) el 1978, supervisant les activitats a Surat i Vadodara, i el 1979, va anar a treballar per a RSS a Delhi, on va investigar i va escriure la història de l'emergència de l'RSS. Poc després, va tornar a Gujarat i el 1985, el RSS el va assignar al BJP. El 1987, Modi va ajudar a organitzar la campanya del BJP a les eleccions municipals d'Ahmedabad, que el partit va guanyar còmodament; segons els biògrafs, la planificació de Modi va ser la responsable de la victòria. Després que LK Advani es convertís en president del BJP el 1986, el RSS va decidir situar els seus membres en llocs importants dins del partit; El treball de Modi durant les eleccions d'Ahmedabad va portar a la seva selecció per a aquest paper. Modi va ser escollit secretari d'organització de la unitat de Gujarat del BJP més tard el 1987.

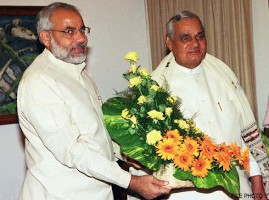
Modi amb Atal Bihari Vajpayee al c. 2001

Modi es va alçar dins del partit i va ser nomenat membre del seu Comitè Nacional d'Eleccions el 1990, ajudant a organitzar Ram Rath Yatra d'Advani el 1990 i Ekta Yatra (Viatge per la Unitat) de Murli Manohar Joshi (1991-1992). Modi va fer un breu descans de la política el 1992 per establir una escola a Ahmedabad, i a causa de la fricció amb Shankersinh Vaghela, un diputat del BJP de Gujarat. Modi va tornar a la política electoral el 1994, en part per insistència d'Advani; com a secretari del partit, l'estratègia electoral de Modi es va considerar central per a la victòria del BJP a les eleccions de l'assemblea estatal de 1995. El novembre d'aquell any, Modi va ser nomenat secretari nacional del BJP i traslladat a Nova Delhi, on va assumir la responsabilitat de les activitats del partit a Haryana i Himachal Pradesh. L'any següent, Shankersinh Vaghela, un destacat líder del BJP de Gujarat, va desertar al Congrés Nacional Indi després de perdre el seu escó parlamentari a les eleccions de Lok Sabha. Modi, que va formar part del comitè de selecció de les eleccions de l'Assemblea Legislativa de Gujarat de 1998, va afavorir els partidaris del líder del BJP Keshubhai Patel sobre els que donaven suport a Vaghela per posar fi a la divisió de faccions al partit. La seva estratègia es va acreditar com a central perquè el BJP guanyés la majoria general a les eleccions de 1998, i Modi va ser ascendit a secretari general (organització) del BJP al maig d'aquell any.

## Secretari general del BJP
Al maig de 1998, coincidint amb l'escalada nuclear desencadenada per Atal Bihari Vajpayee amb el Pakistan en ordenar realitzar la prova nuclear Pokhran-II, la primera des de la prova nuclear original de l'Índia el 1974, Modi va ser promogut al càrrec de secretari general del Partit Bharatiya Janata, i Lal Krishna Advani va ser reemplaçat com a president del BJP per Kushabhau Thakre.

## Govern de Gujarat
Modi fou nomenat pel Partit Bharatiya Janata com a ministre en cap de l'estat de Gujarat el 7 d'octubre de 2001 per rellevar Keshubhai Patel, que havia dimitit per problemes de salut, i va cessar com a secretari general del partit. És també membre de l'organització d'ultradreta nacionalista hindú Rastriya Swayamsevak Sangh (RSS), que junt amb el Partit Bharatiya Janata (BJP) ha estat acusada d'atiar i participar en la violència contra minories de l'Índia com els musulmans, en episodis com els fets de Gujarat, el 2002 durant el seu període de govern, o contra les comunitats cristianes acusades de donar suport a insurgents comunistes, a Orissa, el 2008, les quals suposaren milers de morts, i desenes de milers de ferits i desplaçats.
El 12 de desembre de 2002, poc després dels fets de Gujarat, fou reescollit per majoria absoluta, que va renovar en les eleccions de l'1 de juny de 2007 i les de 2012. El seu govern a Gujarat impulsà polítiques econòmiques de caràcter neoliberal, combinant una creixent desigualtat, eliminació de lleis i regulacions ambientals i de protecció laboral i social, amb taxes de creixement econòmic elevades que haurien beneficiat les empreses i inversors.

## Primer ministre de l'Índia
Després de guanyar les eleccions legislatives de 2012, el 20 de maig Pranab Mukherjee, el president de l'Índia del Congrés Nacional Indi el va nomenar primer ministre i el 22 de maig, Modi va renunciar al govern de Gujarat, que quedar en mans d'Anandiben Patel, i va substituir Lal Krishna Advani com a líder del seu grup parlamentari. El 2019, el BJP va tornar a guanyar les eleccions per majoria absoluta.
La seva administració va augmentar la inversió estrangera directa i va reduir la despesa en sanitat, educació i programes de benestar social. Modi va iniciar una campanya de sanejament d'alt perfil, va iniciar la desmonetització dels bitllets d'alta denominació el 2016, va introduir l'impost sobre béns i serveis i va debilitar o abolir lleis ambientals i laborals.
Durant el seu govern el país s'ha polaritzat entorn afers religiosos, i Modi ha reforçat el seu control sobre les institucions democràtiques com no passava des del govern d'Indira Gandhi a la dècada de 1970, amb les minories sentint-se perseguides per les polítiques nacionalistes hindúe, i la dissidència sent silenciada.
En el seu segon mandat, la seva administració va revocar l'autonomia de Jammu i Caixmir, i va introduir la Llei de modificació de la ciutadania, provocant protestes generalitzades i estimulant els disturbis de Delhi del 2020 en què els musulmans van ser atacats i morts per turbes hindús. L'Agència Índia d'Investigació Espacial va aterrar amb èxit la missió lunar Chandrayaan 3.
Narendra Modi va guanyar les eleccions generals índies de 2024 obtenint 239 escons dels 543 que componen el Lok Sabha, i el total de la coalició de partits en la que es va presentar fou de 285 escons. Sense els 272 necessaris per a la majoria absoluta, necessitava del suport d'altres partits per governar i després de reunir-se amb el altres membres de la coalició Aliança Democràtica Nacional el 5 de juny, Modi va ser avalat formalment per tornar a ser primer ministre i va ser investit com a primer ministre el 9 de juny.
El 6 de maig de 2025 l'Índia va bombardejar a Muridke i Bahawalpur al Punjab pakistanès, i a Kotli i Muzaffarabad al Caixmir ocupat pel Pakistan diverses infraestructures de Laixkar-e-Toiba causant la mort de 26 persones, després que aquesta organització ataqués un grup de turistes a Pahalgam el 22 d'abril, causant 28 víctimes mortals. Després d'atacs pakistanesos i indis, Donald Trump va auspiciar un alto el foc complet i immediat entre les dues parts, que va tenir efecte a partir del 10 de maig.